# مقتل زفي كوغان
زَفِي كُوغَان (ويكتب أحيانًا تسفي كُوغَان، بالعبرية: צבי קוגן؛ مواليد 1996) حاخام إسرائيلي ومولدوفي  انتقل إلى الإمارات العربية المتحدة بعد تطبيعها مع دولة إسرائيل عام 2020 وشغل منصب مساعد الحاخام الرئيسي للمجتمع اليهودي في دولة الإمارات، ليفي دوخمان.  
وقعت جريمة قتل الحاخام تسفي كوغين في تشرين الثاني/نوفمبر 2024، حيث أقدم ثلاثة مسلحين أوزبكيين على اختطافه وقتله. ووفقًا للشبهات، نفّذ القتلة العملية بتكليف من إيران، ثم فرّوا إلى تركيا بعد ارتكاب الجريمة حيث تم توقيفهم. 
نُقل الثلاثة لاحقًا إلى الإمارات، وبعد عدة أشهر صدر بحقهم حكم بالإعدام.

## عملية الخطف
اختفى زفي كوغان يوم الخميس، 21 نوفمبر 2024، وكان آخر العهد به في دبي بمتجر لطعام اليهود يقوم على أموره. في صباح يوم الأحد، 24 نوفمبر 2024، عُثر على جثته في مدينة العين بدولة الإمارات، على بُعد ساعة ونصف من دبي، على تخوم سلطنة عمان.

## ردود فعل
نعى يوسف العتيبة السفير الإماراتي في الولايات المتحدة، الحاخام كوغان، في منشور على حساب السفارة الإماراتية في منصة أكس، وقال "إن جريمة قتله كانت أكثر من مجرد جريمة في الإمارات العربية المتحدة، بل كانت جريمة ضدها. لقد كانت هجوما على وطننا، وعلى قيمنا، وعلى رؤيتنا".